# Hypothyris mysotis
Hypothyris mysotis är en fjärilsart som beskrevs av Richard Haensch 1909. Hypothyris mysotis ingår i släktet Hypothyris och familjen praktfjärilar. Inga underarter finns listade i Catalogue of Life.